# Dekanat Biała Podlaska
Dekanat Biała Podlaska – jeden z 5 dekanatów diecezji lubelsko-chełmskiej Polskiego Autokefalicznego Kościoła Prawosławnego.

## Parafie
W skład dekanatu wchodzi 7 parafii:
- parafia św. Męczennika Serafina (Ostroumowa) w Białej Podlaskiej
  - cerkiew św. Marka w Białej Podlaskiej
- parafia Świętych Cyryla i Metodego w Białej Podlaskiej
  - cerkiew Świętych Cyryla i Metodego w Białej Podlaskiej
- parafia Świętego Ducha w Kijowcu
  - cerkiew Świętego Ducha w Kijowcu
- parafia św. Spirydona Cudotwórcy w Mińsku Mazowieckim (erygowana 22 stycznia 2018 r.)[2]
  - kaplica św. Spirydona Cudotwórcy w Mińsku Mazowieckim (tymczasowa)
- parafia św. Michała Archanioła w Nosowie
  - cerkiew św. Michała Archanioła w Nosowie
- parafia Świętej Trójcy w Siedlcach
  - cerkiew Świętej Trójcy w Siedlcach
- parafia Świętych Apostołów Piotra i Pawła w Zahorowie
  - cerkiew Świętych Apostołów Piotra i Pawła w Zahorowie
  - cerkiew Zmartwychwstania Pańskiego w Choroszczynce
  - cerkiew Ścięcia Głowy św. Jana Chrzciciela w Kątach